# Здание управления Северо-Кавказской железной дороги
Здание управления Северо-Кавказской железной дороги расположено в Ростове-на-Дону на Театральной площади. Построено в 1911—1913 годах в стиле модерн. Здание управления Северо-Кавказской железной дороги имеет статус объекта культурного наследия регионального значения.

## История
Располагавшееся в Ростове-на-Дону управление Владикавказской (ныне Северо-Кавказской) железной дороги длительное время не имело собственного здания и занимало арендуемые помещения. В начале XX века было принято решение о строительстве здания управления. В 1910 году был проведён конкурс, в котором победил проект архитектора Н. Вальтера. Составлением чертежей и проведением работ занимался гражданский инженер А. П. Бутков. Для строительство здания был приобретён земельный участок на границе Ростова и Нахичевани (позднее вошедшей в состав Пролетарского района). Строительство началось летом 1911 года и было в основном завершено к осени 1913 года. 27 октября (9 ноября) 1913 год состоялась торжественная церемония освящения здания.
После окончания строительства обнаружились некоторые проблемы. Так, газета «Утро Юга» осенью 1913 года писала о «невероятной сырости», из-за которой «телефонные провода часто не работают». Сотрудники управления также жаловались на плохую вентиляцию. Кроме того, в статье отмечалось, что «здание строилось по проекту, составленному три года назад, и сейчас, в виду увеличения за этот промежуток времени штата служащих, оказалось тесным. Все комнаты переполнены настолько, что проектированная норма не соответствует в настоящее время действительности».
В 1920-х годах в здании находился Округ путей сообщения Северо-Кавказской железной дороги. В середине 1930-х годов здесь размещалось управление Ворошиловской железной дороги, позднее переименованное в управление Северо-Кавказской железной дороги. Во время Великой Отечественной войны были разрушены крыша здания, стропила, аттики, окна и двери. В 1948—1949 годах был произведён ремонт. В начале 2000-х годов были отреставрированы фасады.

## Архитектура
Здание управления Северо-Кавказской железной дороги стало первым строением будущей Театральной площади. Оно доминировало над окружающей малоэтажной застройкой. Здание построено в традициях рационалистического направления стиля модерн, но в то же время в его архитектуре и оформлении прослеживаются мотивы эклектики.
Четырёхэтажное здание занимает квартал в плане и имеет три внутренних двора. Цветовая гамма фасада слагается из красной и охристой красок. Кирпичная кладка здания сочетается с отштукатуренными поверхностями. Фасады украшены рельефными эмблемами Владикавказской железной дороги. Первый этаж оформлен рустом. На втором этаже располагался кабинет управляющего дорогой, большие окна которого выходят на главный фасад.

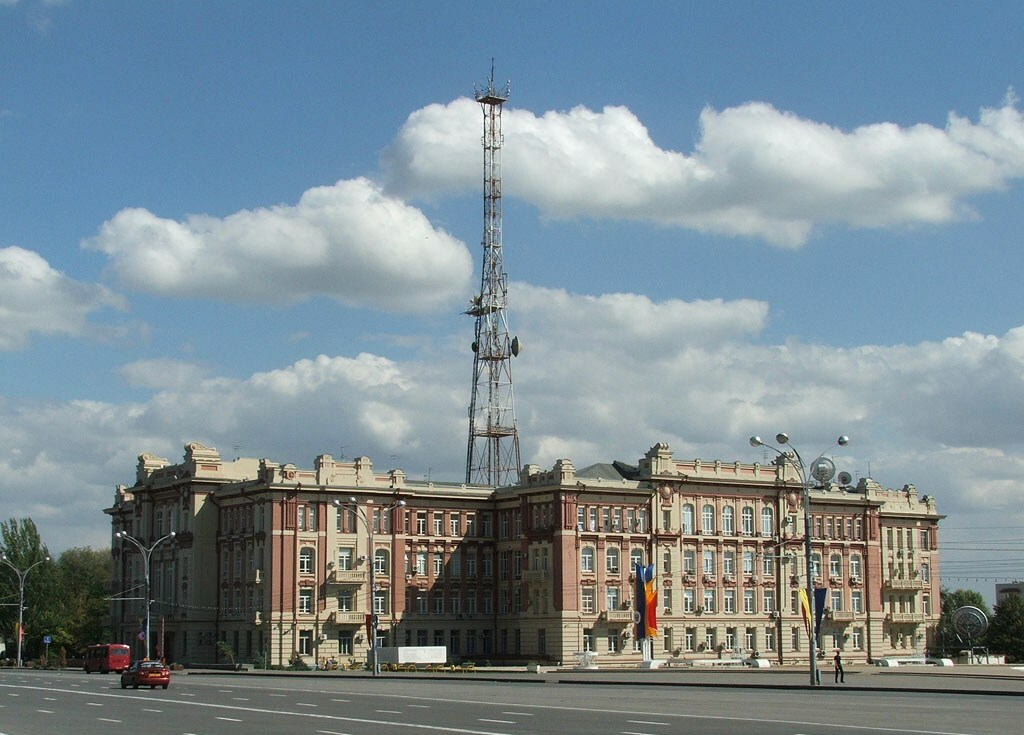
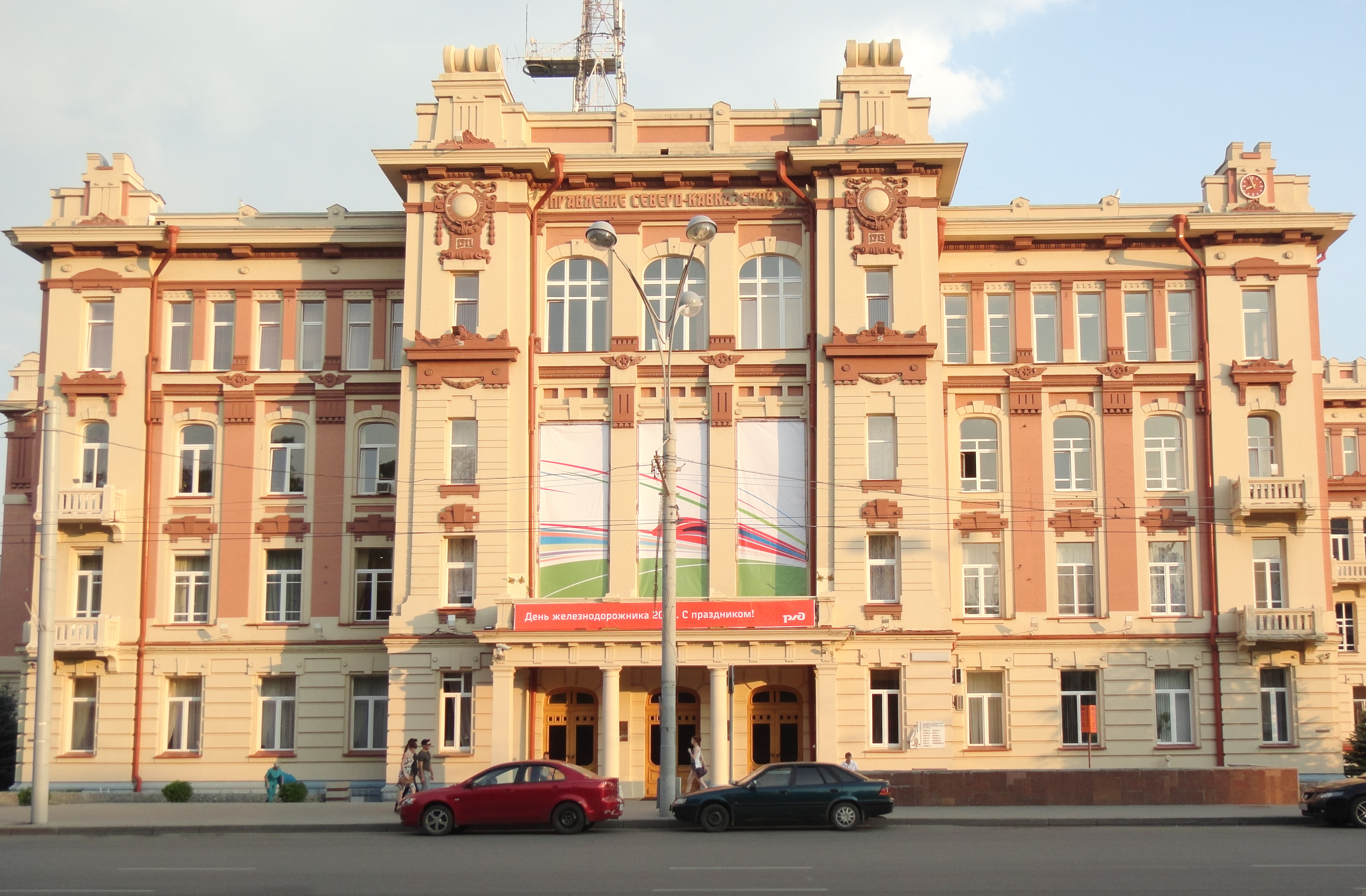
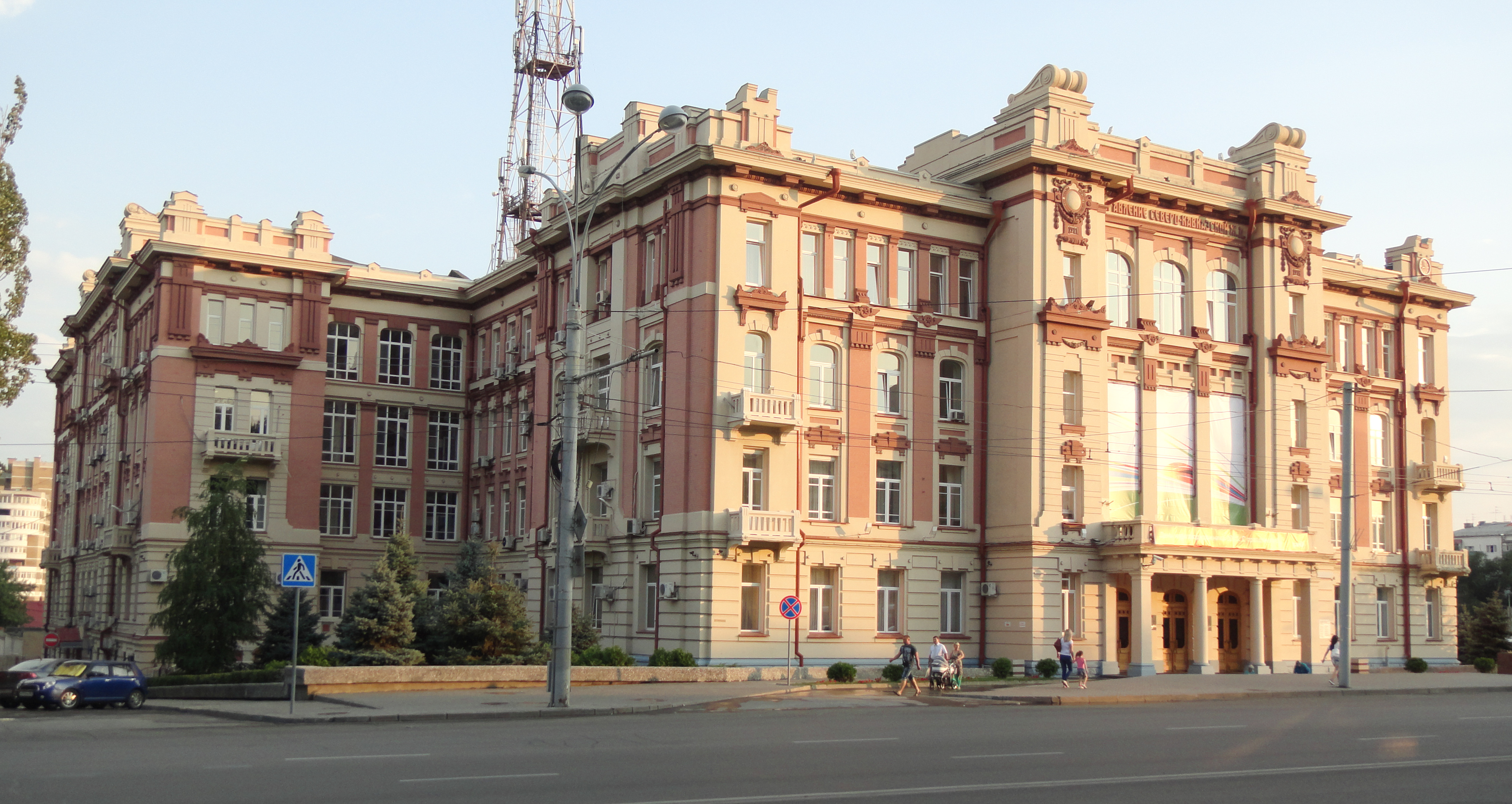